# سكوت سلون
سكوت سلون (بالإنجليزية: Scott Sloan)‏ هو لاعب كرة قدم بريطاني في مركز الهجوم، ولد في 14 ديسمبر 1967 في Wallsend ‏ في المملكة المتحدة. لعب مع بيرويك راينجرز وكامبريدج يونايتد ونادي فالكيرك ونادي كالمار ونادي هارتلبول يونايتد ونيوكاسل يونايتد.